# Église Saint-Maurice de Cheminot
Pour les articles homonymes, voir Cheminot (homonymie).
L'église Saint-Maurice est une église catholique située à Cheminot, en France, dans le département de la Moselle. L'édifice, datant du XIIIe siècle, a été classé au titre des monuments historiques en 1888. Seuls le chœur et le transept sont d'origine. La nef, quant à elle, date de 1856.

## Historique
L'église Saint-Maurice de Cheminot existe vraisemblablement depuis le VIIe siècle ou le VIIIe siècle. Elle possède alors un chancel d'un style ressemblant à celui de l'église Saint-Pierre-aux-Nonnains de Metz. À compter du 3e des ides de mars 783, l'église est sous l'autorité de l'abbaye de Saint-Arnould de Metz, à qui Hildegarde a donné le domaine de Cheminot. Le 1er des calendes de mai de la même année, Charlemagne, son époux, confirme la donation.
Il est fait pour la première fois mention explicite de l'église Saint Maurice de Cheminot dans une bulle d'Innocent II en 1139.
Un nouvel édifice est construit au même emplacement entre 1208 et 1229, sous l'égide de l'abbé Richer (1208-1231), supérieur de l'abbaye de Saint-Arnould. L'abbé fait mettre en lieu sûrs, dans l'abbaye messine et pour la durée des travaux, les reliques de Saint-Redemptius qui se trouvaient derrière l'autel de Saint-Maurice et que l'on invoquait contre les fièvres malignes. Les pierres de l'ancienne église et de son chancel sont réutilisées dans la maçonnerie et les piliers de la nouvelle. Les reliques du saint au nom oublié, égarées par un sacristain, ne regagnent jamais l'église Saint-Maurice.
Au cours des siècles, l'édifice subit des ravages à de multiples reprises :
- en 1308, elle est saccagée par les troupes de Renaud de Bar, évêque de Metz ;
- en 1404, elle se trouve au milieu de l'incendie infligé au village par Philippe de Norroy dans la guerre que mène Philippe de Nassau-Sarrebrück contre la cité de Metz ;
- en 1443, les écorcheurs lui donnent plusieurs fois l'assaut et brûlent la nef ;
- le 13 septembre 1444, les Français, qui font le siège de Metz, s'en emparent et la pillent ;
- pendant la guerre de 1914-1918, elle est abîmée par des bombardements liés à la proximité du front ;
- en 1944, Cheminot se trouve de nouveau pendant deux mois sur la ligne de front : l'église subit des dégâts considérables dus aux bombardements américains.

À chaque fois l'église est reconstruite. La dernière restauration date de 1950-1951. Elle est alors rétablie dans son état antérieur.